# Xuan Xosé Sánchez Vicente
Xuan Xosé Sánchez Vicente (1 de febrer de 1949) és un polític, escriptor i assagista asturià nascut a Gijón, president i fundador del Partit Asturianista i membre de l'Acadèmia de la Llengua Asturiana.

## Biografia política
Aquest llicenciat en filologia romànica per la Universitat d'Oviedo va participar en el surdimientu asturianu desenvolupant una gran labor. Va ser fundador de Conceyu Bable juntament amb Xosé Lluis García Arias i és membre de l'Acadèmia de la Llengua Asturiana des que es va crear.
La seva carrera política comença el 1974 en el Partit Socialista Popular (PSP), del que va ser secretari general. Es va integrar en el PSOE quan ho va fer el PSP. Allí, va ocupar els càrrecs de regidor en l'Ajuntament de Piloña, diputat pel partit judicial de Cangues d'Onís, membre del Consell Regional i de la Junta General. Va abandonar el partit el 1983 en acabar les seves funcions.
El 1985, al costat de Xesús Cañedo i Carlos Rubiera, va fundar el Partit Asturianista (PAS), del que és president des de llavors. Com membre d'aquest partit va ser diputat de la Junta entre 1991 i 1999. En 2004 va impulsar la creació de Unión Asturianista, que li pot dur a tornar a formar part del Govern del Principat en les eleccions de 2007, sota presidència de Sergio Marquès.
Com a complement de la seva activitat purament política també va col·laborar amb organismes i comissions de caràcter cultural, com per exemple la Fundació Pública de Belles Arts, de la qual fou president durant quatre anys, període en el qual es va crear el Museu de Belles Arts d'Astúries i es va produir l'obertura de La Cuevona a Ribadesella. En l'any 2005, el PAS, liderat per Xuan Xosé Sánchez Vicente arriba a un acord de coalició indefinida amb Unión Asturianista, liderada per Sergio Marquès Fernández, coalició que concorrerà a les eleccions amb el nom d'Unió Asturianista i que ho farà sota les premisses d'un programa asturianista-regionalista i llistes electorals elaborades sota els principis d'igualtat, alternança i turnicitat.
L'any 2020, l'Academia de la Llingua Asturiana li va donar el segon Premiu Nacional de Lliteratura Asturiana.

## Biografia literària
Té una important producció literària, amb més de trenta llibres publicats entre poesia, teatre, assaig i estudi. Entre la seva obra científica cap destacar el Diccionariu de la Llingua Asturiana. La primera obra que va publicar Sánchez Vicente va ser Camín de señardaes el 1980. És una recopilació de poemes escrits des de 1974. Aquest és un dels llibres fonamentals en la primera etapa del surdimientu. Abans d'això ja havia publicat una col·lecció de poemes de Caveda i Nava, amb el títol de Esvilla de poesíes na llingua asturiana, en la qual realitzava un profund estudi i una adaptació dels textos a l'ortografia moderna. El seu segon llibre, Poemes de Xixón, veuria la llum el 1981. És un conjunt de poemes en els quals aprofundeix en els temes socials i populars que ja iniciés en Camín de señardaes. La novel·la La mort amiya de nueche de 1984 li fa gana el premio Xosefa Xovellanos de narrativa. Aquest any també va publicar Contes de llingua afilada, on es recull la pràctica totalitat dels seus relats escrits.
Mentrestant, seguia dedicat a la seva labor de divulgació dels escriptors en asturià més importants dels segles passats. Fruit d'aquest treball són les antologies Clàssicos asturianos i Clàssicos asturianos. Lliteratura relixosa, així com les Poesíes asturianes completes de Xosé Caveda i Nava, amb motiu de la dedicació de la setmana de les lletres asturianes al poeta de Villaviciosa. Amb El Pelayu (1985), una peça teatral sobre la figura del primer rei asturià s'estrena com dramaturg. Més tard, el 1992, recolliria tota la seva creació teatral en un volum sota el títol d'Esta danza ye la vuestra, si ye que vós presta: teatru, obra completa. També publica aquest mateix any l'assaig La cultura asturiana: unidá i pluralidá. El 1988 treu un nou llibre de versos, De reidores costos, on trenca amb la seva anterior producció i s'acosta més a la literatura de la segona generació del surdimientu. D'aquest estil seria també la seva obra de 1999 ... I de llastientes picos. Al costat de les labors de traducció a l'asturià de clàssics de la literatura universal que desenvolupa en la dècada dels 90, publica altres obres com el llibre de relats Lluna llena (1990) o la Crònica del Surdimientu (1975-1990), una exhaustiva crònica del moviment literari que va començar gràcies a Conceyu Bable el 1975.
En el seu vessant polític té assajos com El Hilo de Ariadna, La cultura asturiana: dialéctica, narrática i proyectabilidá i Teoría y práctica d'Asturies, en els quals explica les seves teories polítiques.

### Llibres d'assaig
- La cultura popular asturiana: unidá y pluralidá (1985)
- Diccionariu de la llingua asturiana (1988)
- El hilo de Ariadna: argumentos y propuestas para una política asturianista (1991)
- Crónica del surdimientu (1975-1990) (1991)
- Diccionariu asturianu–castellanu, castellanu–asturianu (1996)
- La cultura asturiana: dialéctica, narrática y proyectabilidá (1999)
- Teoría y práctica d'Asturies: (discursos y artículos) (1999)
- Los dioses derrotaos (mitoloxía asturiana) (juntament amb Xesús Cañedo Valle) Xixón: Fundación Nueva Asturies, 2001
- Refraneru asturianu(juntament amb Xesús Cañedo Valle) Xixón: Fundación Nueva Asturies, 2002
- El Gran Libro de la Mitología Asturiana (juntament amb Xesús Cañedo Valle) Uviéu: Ediciones Trabe, 2003
- Lletra y llingua (Asturies, España, Europa: artículos políticos en castellano) Xixón: Fundación Nueva Asturies, 2003
- Xírigues. Lengua y vida de los artesanos asturianos ambulantes (coord.) Oviedo: Cajastur, 2004
- Les producciones clasicistes d'Antón de Marirreguera Uviéu: Trabe Ediciones, 2004
- Litora cantabrica (Estudios lliterarios y llingüísticos) Xixón: Fundación Nueva Asturies, 2004
- Ríu Nalón (Estudios lliterarios y llingüísticos) Xixón: Fundación Nueva Asturies, 2005
- Ríu Deva (Artículos políticos) Xixón: Fundación Nueva Asturies, 2006

Xírigues. Lengua y vida de los artesanos asturianos ambulantes. (Coord.), Cajastur, Asturies, 2004.
- Ríu Nalón (Estudios lliterarios y llingüísticos). Fundación Nueva Asturies, Gijón, 2005.
- Ríu Deva. Fundación Nueva Asturies, Gijón, 2006.
- Antoloxía de la poesía del sieglu XIX. Fundación Nueva Asturies, Gijón, 2006.
- Ficciones y realidaes. Fundación Nueva Asturies, Gijón, 2007.
- Dos muyeres escritores y otros ensayos (coord.). Fundación Nueva Asturies, Gijón, 2007.
- Ría del Eo (España y Asturies: futuru y coyuntura). Fundación Nueva Asturies, Gijón, 2008.
- Mundu, saber y decir nel refraneru (juntament con Xesús Cañedo Valle). Fundación Nueva Asturies, Gijón, 2008.
- Diccionariu castellanu-asturianu. Trabe Ediciones, Oviedo, 2008.
- Diccionariu asturianu-castellanu. Trabe Ediciones, Oviedo, 2009.

### Articles
- Rexonalismu/nacionalismu asturianu. Un sieglu: 1839-1936 a Alcordanza del Padre Galo, "Fernán Coronas" Uviéu: Conseyería d'Educación, Deportes y Xuventú, 1993. P. 57-75
- Palacio Valdés, deudor de Xosé Caveda y Nava article a ALLAS, Lletres Asturianes núm. 2 (1982), p. 29-41
- Delles idees pa un estudiu sociolóxicu del bable, article a ALLAS, Lletres Asturianes núm. 5 (1983), p. 21-24
- L'Evanxeliu 'n bable según San Matéu (una xera de normalización llingüística), article a ALLAS, Lletres Asturianes núm. 9 (1984), p. 20-27
- La llingua asturiana y Xovellanos (resum de la tesi de llicenciatura), a ALLAS, Lletres Asturianes núm. 14 (1985), p. 39-56
- Llingua y mundu: dellos aspectos de la semántica l'agua, article a ALLAS, Lletres Asturianes núm. 17 (1985), p. 37-42
- Enclisis, proclisis y pronomes átonos n'asturianu (juntament amb Carlos Rubiera Tuya), article a ALLAS, Lletres Asturianes núm. 18 (1985), p. 71-81
- Señor Conde Campumanes, cuyu ñome tantu estruendu...., article a ALLAS, Lletres Asturianes núm. 22 (1986), p. 89-101
- Carta a un escritor mozu...., article a ALLAS, Lletres Asturianes núm. 22 (1986), p. 89-101
- Un repasu a la mitoloxía asturiana contemporánea, article a ALLAS, Lletres Asturianes núm. 26 (1987), p. 83-91
- 1910-1930: al rebuscu d'una lliteratura lliteraria, article a ALLAS, Lletres Asturianes núm. 30 (1988), p. 23-31
- Cantar y más cantar: un comentariu testual, article a ALLAS, Lletres Asturianes núm. 36 (1990), p. 51-57
- Dellos apuntes sobre la influència de Caveda, col·laboració a IV Xunta d'escritores asturianos. Lliteratura asturiana nos 90 Uviéu: Conseyería d'Educación, Cultura, Deportes y Xuventú, 1997
- Dellos aspectos la cadarma'l sintagma nominal, article a Trébole, revista pedagóxica núm. 4 Uviéu: Conseyería d'Educación, Cultura y Deportes, 1990, p. 33-38
- Teatru asturianu, col·laboració a Lliteratura Asturiana y Futuru Uviéu: Conseyería d'Educación, Cultura y Deportes, 1987, p. 47-51
- La lliteratura de Xulín de Lluza: Colonización y sodesarrollu, col·laboració a Estudios y Trabayos del Seminariu de Llingua Asturiana (II) Uviéu: Universidá d'Uviéu, 1979
- Intervencions a la taula rodona Lenguas minoritarias y comunicación internacional, aparegudes a Bilingüismo y Comunicación. Actas de las séptimas jornadas culturales de Aller. 14-18 marzo de 1989
- La lengua asturiana y el estatuto de autonomía, col·laboració a Las lenguas nacionales en el ámbito de la administración València: Diputación Provincial de Valencia, 1981
- Cuentu Ñarigudu: un comentariu, col·laboració a III Xunta d'escritores asturianos. Caminos nuevos pa la lliteratura Uviéu: Conseyería de Cultura, 1996
- Los biltos de Xosé Caveda y Nava na sociedá asturiana: Dos notes sobre la so significación y influencia, col·laboració a IV Xunta d'escritores asturianos (Villaviciosa, 1996) Uviéu: Conseyería de Cultura, 1998
- Homenaxe a Teresa González: Delles notes sobre la so poesía, article a Lliteratura núm. 11
- Asturies secuestrada. La cultura, article a Les Noticies núm. 19 (19 de xineru de 1997)
- Asturies secuestrada. La política (I), article a Les Noticies núm. 20 (26 de xineru de 1997)
- Asturies secuestrada. La política (II), article a Les Noticies núm. 21 (2 de febreru de 1997)
- El marco endoculturador: modelos tradicionales en la literatura asturiana, article a El Comercio (11 d'ochobre de 2000)
- Los dioses perdedores, los dioses resistentes, article a La Nueva España (31 d'ochobre de 2000)
- ¿Esiste una sentimentalidá lliteraria asturiana?, article a La Nueva Quintana, suplemento de La Nueva España (17 d'ochobre de 2000)
- Una nota sobre'l significáu del versu 12 de "Didu y Enees" de Marirreguera, col·laboració a Antón de Marirreguera y el Barrocu Asturianu Uviéu: Gobiernu del Principáu d'Asturies, 2000
- La estampa de cortexu, article a La Nueva Quintana, suplemento de La Nueva España (16 de xineru de 2001)
- El coloquio, un género tradicional de la literatura asturiana, article a El Comercio (3-1-2001)
- La estampa de cortexu, una adaptación endoculturadora del idilio y la égloga en el XIX asturiano, article a El Comercio (6 de febreru de 2001)
- Contra l'asturianu (sobre Clarín y la nuestra llingua), article del suplement de La Nueva España dedicat a Leopoldo Alas Clarín) (13 de xunu de 2001)
- El coloquio, un género tradicional de la literatura asturiana, article a La Nueva España (9-10-2001)
- Asturias dentro de veinte años, col·laboració a Asturias. Veinte años de autonomía Pola Sieru: Ediciones Madú, 2002
- Covadonga: patria, relixón y sentimientu, article a La Nueva España (23-10-2001)
- Emigración y lliteratura asturiana. La lliteratura asturiana en Cuba, article a La Nueva Quintana. La Nueva España (4-12-2001)
- Emigración y lliteratura asturiana. La lliteratura asturiana n'Arxentina y Uruguái, article a La Nueva Quintana. La Nueva España (8-10-2002)
- Emigración y lliteratura asturiana. La lliteratura asturiana en México, article a La Nueva Quintana. La Nueva España (15-10-2002)
- La vida del aldeanu. Parodia y palinodia acebaliana, article a La Nueva Quintana. La Nueva España (19-11-2002)
- La vida del aldeanu": parodia y palinodia acebaliana, article a Revista de Filoloxía Asturiana volum 2 (2002). Uviéu: Alvízoras / Trabe, 2003
- Los años del Surdimientu: Tendencies lliteraries y sociedá, col·laboració a Andrés Solar, una voz del Surdimientu. XXV Selmana de les Lletres Asturianes Uviéu: Conseyería d'Educación, Cultura, Deportes y Xuventú, 2004
- Los años del Surdimientu: Tendencies lliteraries y sociedá, col·laboració a Poesía en movimiento. XXVI Selmana de les Lletres Asturianes Uviéu: Conseyería d'Educación, Cultura, Deportes y Xuventú, 2005
- Calter y otros derivaos del llatín character, article a Revista de Filoloxía Asturiana volum 3/4 (2003-2004) Uviéu: Alvízoras / Trabe, 2005
- El asturianu: delles idees y aclaraciones, article a Piloña (1976)
- Xovellanos, ante su lengua materna: Una pasión permanente, article a La Nueva España, número especial 175 Aniversario del ideador de la Asturias moderna (27 de payares, 1986)
- Les voltes y revoltes d'un camí, article a El Temps núm. 943 (9 al 15 de juliol, 2002)
- Les vueltes y revueltes d'un camín, article a La Nueva Quintana. La Nueva España (24/12/2002)

### Literatura
- Camín de señardaes: antoloxía poética, 1974–1979 (1980)
- Poemes de Xixon (1981)
- Cuentos de llingua afilada (1984)
- El Pelayu (teatru asturianu) (1985)
- De reidores costes (1988)
- Lluna llena (1990)
- Esta danza ye la vuestra, si ye que vos presta (teatru. Obra completa) (1991)
- ...Y de llastientes picos (1999)
- As de corazón es/y/esTrabe Ediciones, Uviéu, 2001.
- No miréis al mar, Septem Ediciones, Uviéu, 2007.